# 蘇格蘭消防救援隊
蘇格蘭消防救援隊（英語：Scottish Fire and Rescue Service，缩写：SFRS）是蘇格蘭的政府緊急消防服務部門。2013年4月1日，它由原有的八個蘇格蘭地方消防隊合併改組而成，並超越倫敦消防隊成為全世界第四大、全英國最大的消防部門。

## 成立
經過公眾諮詢後，蘇格蘭政府確定了會在2011年9月8日將八個原有政府消防隊合併成一個統一消防及拯救部門。
再之後經過對新部門的深入諮詢後，蘇格蘭政府於2012年1月17日發表《警察及消防改革（蘇格蘭）法令草案》（英語：Police and Fire Reform (Scotland) Bill）。經過蘇格蘭議會的審議和辯論後，法案在2012年6月27日獲議會三讀通過。 草案及後獲英女皇御准並獲制定成為《2012年警察及消防改革（蘇格蘭）法令》。這法令亦同時成立了由八個地方警隊組成的蘇格蘭警察隊。蘇格蘭各地方警察及消防機關於2013年4月1日正式合併。八個月後，女皇陛下蘇格蘭消防服務檢測局發表報告稱成立新的消防救援隊對救援行動沒有帶來負面影響。
消防救援隊總部設於格拉斯哥坎布斯朗。2013年1月，當地亦成立了蘇格蘭消防及救援隊國立訓練中心。消防救援隊轄下設有三個分別於北部、東部和西部的消防服務調派中心，各中心由一名副助理消防總長指揮。

## 架構
在2012年8月16日，蘇格蘭政府宣布任命從公開招聘中獲選的原泰賽德消防救援隊署理消防總長Alasdair Hay為首任蘇格蘭消防救援隊消防總長此外，政府亦宣布任命前蘇格蘭地方政府會議主席Pat Watters為首任消防救援隊管理局主席，任期由2012年9月起，為期三年。

## 拯救行動

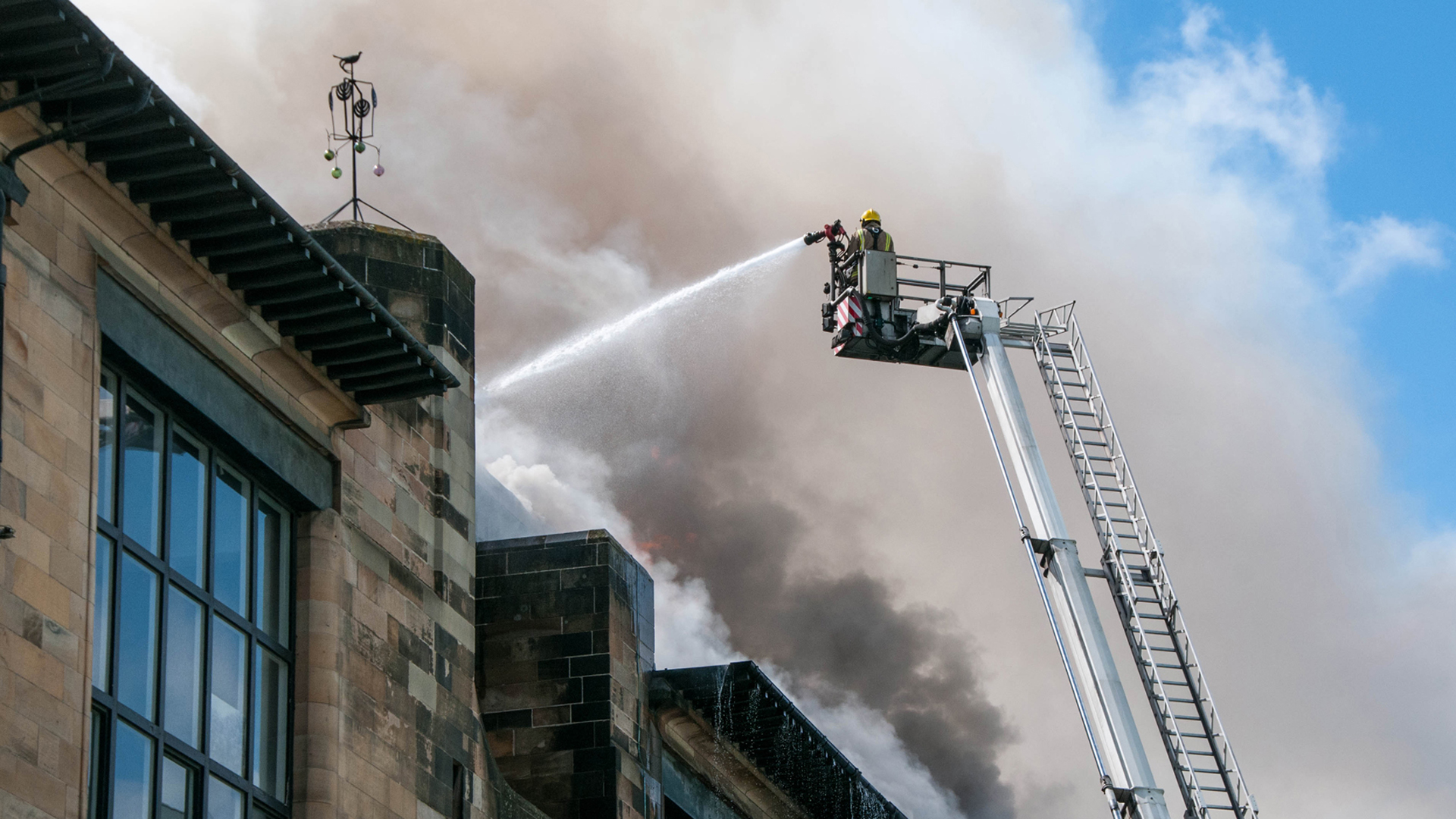
蘇格蘭消防救援隊的消防員在2014年5月於格拉斯哥藝術學院救火。

蘇格蘭消防救援隊在2014至2015年度共處理25,002宗火警事故。該隊亦在2015至2016年度透過預防火警計劃探訪了各地家庭65,343次。
除了執行滅火工作外，消防救援隊還負責處理每年數以萬計的特別服務，包括交通意外，水上救援及水災。在2014至2015年度該隊處理了10,740宗非火警任務。

### 水面救援

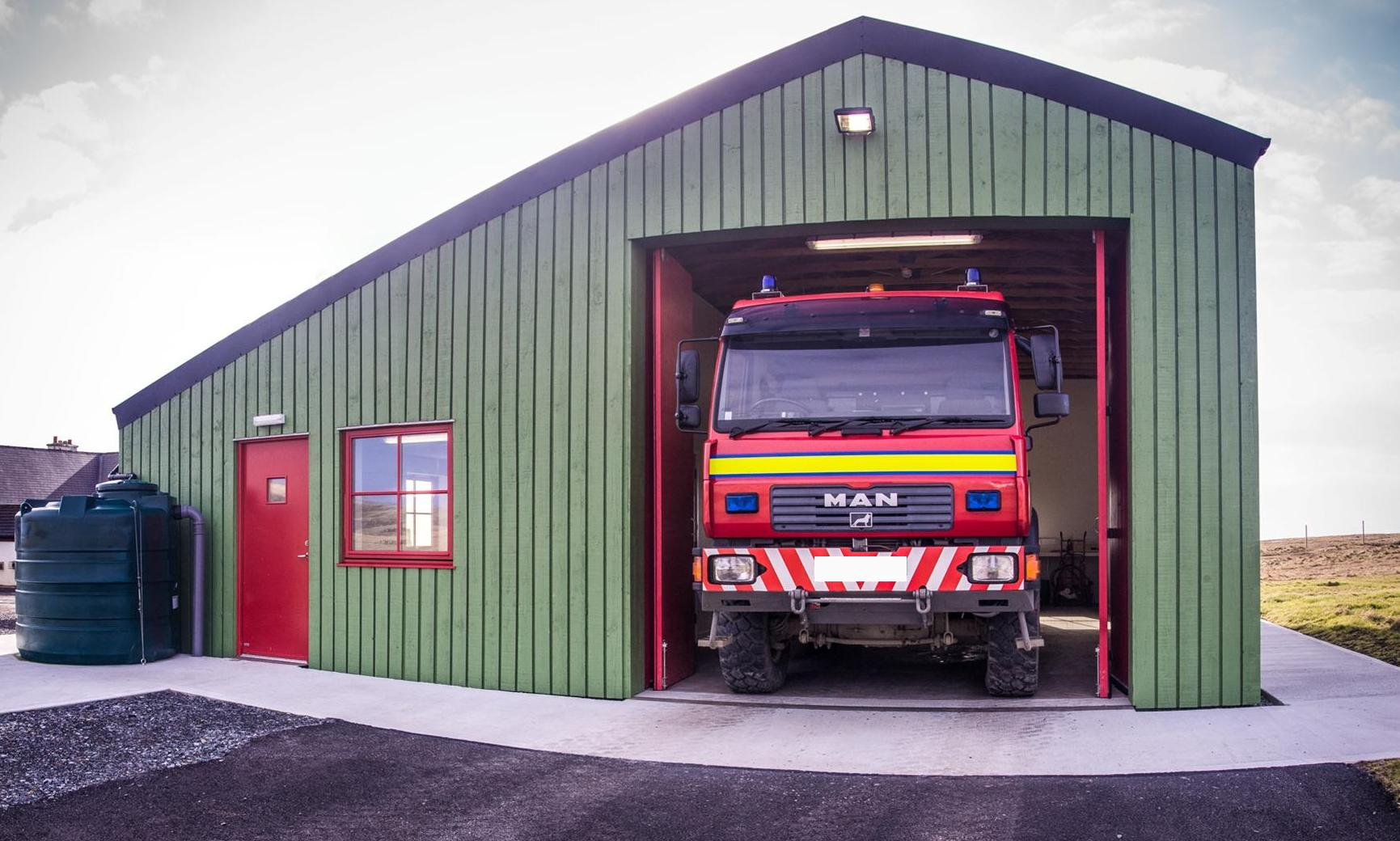
費爾島社區消防局

消防隊在水災期間會執行其他救災工作，以確保社區的安全和救援遇險國民。消防隊會出動專業快速水面救援隊於主要水道執勤。消防員經常被召喚到岸邊，受水災影響的地區和遇險船隻間救援。例如在2015年12月的颶風法蘭克侵襲期間，消防隊在六天內合共收到了350次與水浸有關的召喚。

### 山火
在2015年間，消防隊共出動78次處理山火，超過半數是發生在蘇格蘭北部地區。

### 緊急救護服務
2015年，消防隊與蘇格蘭救護服務隊合作啟動了一項全國性試驗，救護服務隊會在某些消防局對消防隊員進行進階心肺復蘇培訓，旨在提高遭受院外心臟驟停的病人之生存率。

## 消防局
截至2016年3月，消防隊在蘇格蘭各地設有356個消防局。消防局分為三類：

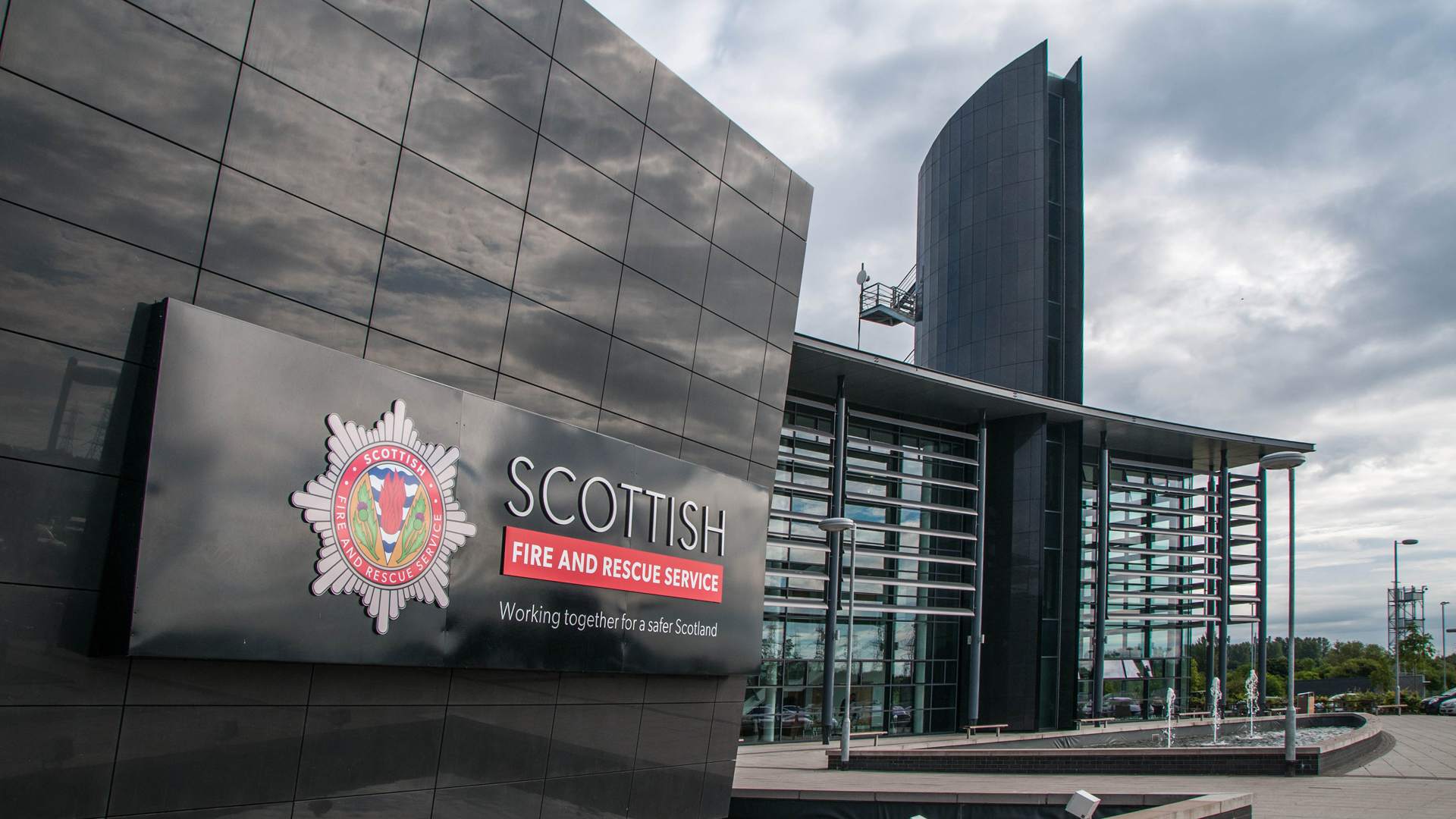
位於坎布斯朗的蘇格蘭消防救援隊總部

- 正規消防局（Wholetime）：全日有正規消防員駐守。
- 後備消防局（Retained）：非長期開放，視乎求救召喚多少而決定是否開放服務，多數設於蘇格蘭鄉郊地區。
- 義勇消防局（Volunteer）: 視乎有否求救召喚而開放提供服務，多數設於偏遠村莊及離島。

蘇格蘭全國最北端的消防局設於设德兰島上的鮑爾塔桑德。最南端的消防局是位於鄧弗里斯-加洛韋德拉莫爾的義勇消防局。

### 國立訓練中心
蘇格蘭消防及救援隊國立訓練中心在2013年1月開始運作。中心設於坎布斯朗，裡面設有模擬城鎮，包括馬路、鐵路與大廈，以及一幢多層樓宇結構。

## 消防改革內容
下列各消防隊被合併入新成立的蘇格蘭消防救援隊。
- 中蘇格蘭消防救援隊（英语：Central Scotland Fire and Rescue Service）
- 鄧弗里斯-加洛韋消防救援隊（英语：Dumfries and Galloway Fire and Rescue Service）
- 法夫消防救援隊（英语：Fife Fire and Rescue Service）
- 格蘭扁消防救援隊（英语：Grampian Fire and Rescue Service）
- 高地與群島消防救援隊（英语：Highlands and Islands Fire and Rescue Service）
- 洛錫安及邊界消防救援隊（英语：Lothian and Borders Fire and Rescue Service）
- 斯特拉思克萊德消防救援隊（英语：Strathclyde Fire and Rescue）
- 泰賽德消防救援隊（英语：Tayside Fire and Rescue Service）

當地的999緊急求助熱線控制中心也由八間減至三間。
不過，合併各地方999控制中心亦導致了數宗調派錯誤事件。在2016年12月，拉賽島的一隊消防員被指派參與斯凯岛的一單事故，控制中心錯誤指示消防車乘搭汽車渡輪，而非行走更快捷的大橋前往事發地點，耽誤拯救時間。此外，比尤利的一隊消防員被錯誤派往10英里外，設有消防局的丁沃爾救火。

## 外部連結
- 官方网站
- BBC news report, 29 March 2013: Why Grampian is losing its unusual white fire engines, and other questions... （页面存档备份，存于）（英文）
- 蘇格蘭公眾諮詢文件：Keeping Scotland Safe and Strong: A Consultation on Reforming Police and Fire and Rescue Services in Scotland （页面存档备份，存于）（英文）
- 《警察及消防改革（蘇格蘭）法令草案》 （页面存档备份，存于）（英文）